# Ferdinando Smerghetto
Ferdinando Smerghetto (Venezia, 26 novembre 1927 – Venezia, 18 dicembre 1993) è stato un canottiere italiano.

## Biografia
Nato a Venezia nel 1927, era tesserato per la Canottieri Bucintoro della sua città.
A 24 anni partecipò ai Giochi olimpici di Helsinki 1952, nell'otto, insieme ad Attorrese, Baldan, Bozzato, Dalla Puppa, Enzo, Nardin, Nuvoli e al timoniere Ghiatto, arrivando terzo nei quarti di finale con il tempo di 6'17"0 dietro a Unione Sovietica, poi argento, e Ungheria (passavano il turno le prime due), ma non superando poi il primo ripescaggio, secondo in 6'15"8 dietro alla Germania, unica ad accedere al secondo ripescaggio.
Morì nel 1993, a 66 anni.